# Liste des matchs de l'équipe de Guyane de football par adversaire
Cette liste présente les matchs de l'équipe de Guyane de football depuis son premier match par adversaire rencontré. Au 20 novembre 2024, la Guyane a disputé 188 rencontres, avec un bilan de 58 victoires, 40 nuls et 90 défaites.
- Haut – A
- B
- C
- D
- E
- F
- G
- H
- I
- J
- K
- L
- M
- N
- O
- P
- Q
- R
- S
- T
- U
- V
- W
- X
- Y
- Z

## A

### Anguilla

#### Confrontations
Confrontations entre la Guyane et Anguilla en matchs officiels :
| Date             | Lieu       | Match             | Score | Compétition                                               |
| 12 octobre 2012  | Basseterre | Guyane - Anguilla | 4-1   | Premier tour de qualification de la Coupe caribéenne 2012 |
| 7 septembre 2018 | The Valley | Anguilla - Guyane | 0-5   | Éliminatoires de la Gold Cup 2019                         |

### Antigua-et-Barbuda

#### Confrontations
Confrontations entre la Guyane et Antigua-et-Barbuda en matchs officiels :
| Date            | Lieu         | Match                       | Score | Compétition                                          |
| 25 juillet 1983 | Cayenne      | Guyane - Antigua-et-Barbuda | 1-0   | Phase finale de la Coupe caribéenne des nations 1983 |
| 25 juillet 1995 | Grand Cayman | Antigua-et-Barbuda - Guyane | 2-1   | Phase finale de la Coupe caribéenne des nations 1995 |
| 5 juin 2009     | Paramaribo   | Guyane - Antigua-et-Barbuda | 2-1   | Parbo Bier Cup 2009                                  |

### Antilles néerlandaises

#### Confrontations
Confrontations entre la Guyane et les Antilles néerlandaises (devenue Curaçao depuis le 10 octobre 2010) en matchs officiels :
| Date            | Lieu       | Match                           | Score | Compétition                                            |
| 7 mars 1998     | Oranjestad | Antilles néerlandaises - Guyane | 2-1   | Qualifications de la Coupe caribéenne des nations 1998 |
| 28 octobre 2009 | Paramaribo | Antilles néerlandaises - Guyane | 1-4   | Suriname Independence Cup                              |

### Aruba

#### Confrontations
Confrontations entre la Guyane et Aruba en matchs officiels :
| Date        | Lieu       | Match          | Score | Compétition                                                                  |
| 8 juin 1989 |            | Guyane - Aruba | 4-0   | Tour préliminaire de la Coupe caribéenne des nations 1989                    |
| 8 mai 1992  | Paramaribo | Aruba - Guyane | 0-2   | Tour préliminaire de la Coupe caribéenne des nations 1992                    |
| 3 mars 1998 | Oranjestad | Aruba - Guyane | 1-0   | Qualifications de la Coupe caribéenne des nations 1998                       |
| 3 juin 2014 | Oranjestad | Aruba - Guyane | 0-2   | Tour préliminaire aux qualifications de la Coupe caribéenne des nations 2014 |

## B

### Barbade

#### Confrontations
Confrontations entre la Guyane et la Barbade  en matchs officiels :
| Date            | Lieu            | Match            | Score | Compétition                                              |
| 12 octobre 2014 | Port-au-Prince  | Barbade - Guyane | 0-2   | Second tour de qualification de la Coupe caribéenne 2014 |
| 17 juin 2017    | Rémire-Montjoly | Guyane - Barbade | 3-0   | Match amical                                             |

### Belize

#### Confrontations
Confrontations entre la Guyane et le Belize  en matchs officiels :
| Date              | Lieu            | Match           | Score | Compétition                                          |
| 6 septembre 2019  | Rémire-Montjoly | Guyane - Belize | 3-0   | Ligue des nations de la CONCACAF 2019-2020 (Ligue B) |
| 15 novembre 2019  | Belmopán        | Belize - Guyane | 2-0   | Ligue des nations de la CONCACAF 2019-2020 (Ligue B) |
| 9 juin 2022       | Belmopán        | Belize - Guyane | 1-1   | Ligue des nations de la CONCACAF 2022-2023 (Ligue B) |
| 14 juin 2022      | Cayenne         | Guyane - Belize | 1-0   | Ligue des nations de la CONCACAF 2022-2023 (Ligue B) |
| 12 septembre 2023 | Rémire-Montjoly | Guyane - Belize | 0-2   | Ligue des nations de la CONCACAF 2023-2024 (Ligue B) |
| 17 novembre 2023  | Belmopán        | Belize - Guyane | 1-0   | Ligue des nations de la CONCACAF 2023-2024 (Ligue B) |
| 14 novembre 2024  | Belmopán        | Belize - Guyane | 2-1   | Match de barrage Gold Cup 2025                       |
| 19 novembre 2024  | Paramaribo      | Guyane - Belize | 2-2   | Match de barrage Gold Cup 2025                       |

### Bermudes

#### Confrontations
Confrontations entre la Guyane et les Bermudes  en matchs officiels :
| Date             | Lieu            | Match             | Score | Compétition                                                        |
| 26 mars 2016     | Hamilton        | Bermudes - Guyane | 2-1   | 1er tour des éliminatoires de la Coupe caribéenne des nations 2017 |
| 19 juin 2016     | Rémire-Montjoly | Guyane - Bermudes | 3-0   | 2e tour des éliminatoires de la Coupe caribéenne des nations 2017  |
| 8 septembre 2023 | Hamilton        | Bermudes - Guyane | 0-0   | Ligue des nations de la CONCACAF 2023-2024 (Ligue B)               |
| 21 novembre 2023 | Fort-de-France  | Guyane - Bermudes | 3-0   | Ligue des nations de la CONCACAF 2023-2024 (Ligue B)               |

## C

### Îles Caïmans

#### Confrontations
Confrontations entre la Guyane et les Îles Caïmans en matchs officiels :
| Date            | Lieu         | Match                 | Score | Compétition                                          |
| 23 juillet 1995 | Grand Cayman | Îles Caïmans - Guyane | 1-0   | Phase finale de la Coupe caribéenne des nations 1995 |

### Canada

#### Confrontations
Confrontations entre la Guyane et le Canada en matchs officiels :
| Date           | Lieu      | Match           | Score | Compétition                       |
| 7 juillet 2017 | Harrison  | Guyane - Canada | 2-4   | Phase finale de la Gold Cup 2017  |
| 24 mars 2019   | Vancouver | Canada - Guyane | 4-1   | Éliminatoires de la Gold Cup 2019 |

### Costa Rica

#### Confrontations
Confrontations entre la Guyane et le Costa Rica en matchs officiels :
| Date            | Lieu   | Match               | Score | Compétition                      |
| 14 juillet 2017 | Frisco | Costa Rica - Guyane | 3-0   | Phase finale de la Gold Cup 2017 |

### Cuba

#### Confrontations
Confrontations entre la Guyane et le Cuba en matchs officiels :
| Date             | Lieu            | Match         | Score | Compétition                                           |
| 10 décembre 2012 | North Sound     | Cuba - Guyane | 2-1   | Phase finale de la Coupe caribéenne des nations 2012  |
| 11 novembre 2014 | Montego Bay     | Cuba - Guyane | 1-1   | Phase finale de la Coupe caribéenne des nations 2014  |
| 29 mars 2016     | Rémire-Montjoly | Guyane - Cuba | 3-0   | Éliminatoires de la Coupe caribéenne des nations 2017 |
| 4 juillet 2021   | Fort Lauderdale | Cuba - Guyane | 0-3   | 1er Tour préliminaire Gold Cup 2021                   |

### Curaçao

#### Confrontations
Confrontations entre la Guyane et le Curaçao en matchs officiels :
| Date             | Lieu        | Match            | Score | Compétition                                                     |
| 7 septembre 2014 | Bayamón     | Curaçao - Guyane | 0-0   | Premier tour de qualification Coupe caribéenne des nations 2014 |
| 15 novembre 2014 | Montego Bay | Guyane - Curaçao | 4-1   | Phase finale de la Coupe caribéenne des nations 2014            |

## D

### Dominique

#### Confrontations
Confrontations entre la Guyane et la Dominique en matchs officiels :
| Date             | Lieu           | Match              | Score | Compétition                                   |
| 13 mai 1990      | Roseau         | Dominique - Guyane | 1-1   | Tour préliminaire de la Coupe caribéenne 1990 |
| 14 novembre 2004 | Fort-de-France | Guyane - Dominique | 4-0   | Tour préliminaire de la Coupe caribéenne 2005 |

## G

### Grenade

#### Confrontations
Confrontations entre la Guyane et Grenade en matchs officiels :
| Date             | Lieu            | Match            | Score | Compétition                                                     |
| 30 juin 1989     | Saint-Georges   | Grenade - Guyane | 0-0   | Tour préliminaire de la Coupe caribéenne des nations 1989       |
| 24 novembre 2012 | Saint-Georges   | Grenade - Guyane | 1-1   | Second tour de qualification Coupe caribéenne des nations 2012  |
| 3 septembre 2014 | Porto Rico      | Grenade - Guyane | 1-1   | Premier tour de qualification Coupe caribéenne des nations 2014 |
| 10 octobre 2019  | Remire-Montjoly | Guyane - Grenade | 0-0   | Ligue des nations de la CONCACAF 2019-2020 (Ligue B)            |
| 13 octobre 2019  | Saint-Georges   | Grenade - Guyane | 1-0   | Ligue des nations de la CONCACAF 2019-2020 (Ligue B)            |

### Guadeloupe

#### Confrontations
Confrontations entre la Guyane et la Guadeloupe en matchs officiels :
| Date              | Lieu                | Match               | Score | Compétition                                               |
| 18 décembre 1948  | Pointe-à-Pitre      | Guadeloupe - Guyane | 7-2   | Tournoi amical                                            |
| 28 mai 1987       | Gagny               | Guyane - Guadeloupe | 1-4   | Tournoi Black Stars                                       |
| 17 mai 1991       | Fort-de-France      | Guyane - Guadeloupe | 0-1   | Tour préliminaire de la Coupe caribéenne des nations 1991 |
| 24 mars 1993      | Cayenne             | Guyane - Guadeloupe | 2-1   | Tour préliminaire de la Coupe caribéenne des nations 1993 |
| 11 mai 1995       | Cayenne             | Guyane - Guadeloupe | 2-2   | Qualifications de la Coupe caribéenne des nations 1995    |
| 15 mars 2003      | Fort-de-France      | Guadeloupe - Guyane | 2-2   | Tournoi amical                                            |
| 3 juin 2003       | Saint-Brieuc        | Guadeloupe - Guyane | 1-0   | Tournoi amical                                            |
| 10 novembre 2004  | Fort-de-France      | Guadeloupe - Guyane | 0-1   | Tour préliminaire de la Coupe caribéenne 2005             |
| 14 novembre 2007  | Cayenne             | Guyane - Guadeloupe | 2-3   | Match amical                                              |
| 3 octobre 2008    | La Courneuve        | Guadeloupe - Guyane | 4-0   | Match pour la 3e place de la Coupe de l'Outre-Mer 2008    |
| 24 septembre 2012 | Saint-Ouen-l'Aumône | Guyane - Guadeloupe | 2-4   | Match de poule de la Coupe de l'Outre-Mer 2012            |
| 17 avril 2014     | Les Abymes          | Guadeloupe - Guyane | 3-2   | Tournoi Antilles-Guyane                                   |
| 7 juin 2018       | Fort-de-France      | Guadeloupe - Guyane | 0-2   | Match pour la 3e place du Tournoi des 4 2018 (es)         |

### Guatemala

#### Confrontations
Confrontations entre la Guyane et l'équipe du Guatemala en matchs officiels :
| Date         | Lieu      | Match              | Score | Compétition                                          |
| 2 juin 2022  | Cayenne   | Guyane - Guatemala | 2-0   | Ligue des nations de la CONCACAF 2022-2023 (Ligue B) |
| 27 mars 2023 | Guatemala | Guatemala - Guyane | 4-0   | Ligue des nations de la CONCACAF 2022-2023 (Ligue B) |

### Guyana

#### Confrontations
Confrontations entre la Guyane et le Guyana en matchs officiels :
| Date              | Lieu            | Match                       | Score | Compétition                                               |
| ?? octobre 1948   |                 | Guyane - Guyane britannique | 3-2   | Tournoi amical                                            |
| 10 mars 1985      | Cayenne         | Guyane - Guyana             | 0-1   | Tour préliminaire de la Coupe caribéenne 1985             |
| 6 mai 1992        | Paramaribo      | Guyana - Guyane             | 1-1   | Tour préliminaire de la Coupe caribéenne 1992             |
| 21 janvier 1994   | Paramaribo      | Guyana - Guyane             | 1-1   | Premier tour de qualification de la Coupe caribéenne 1994 |
| 19 février 1997   | Georgetown      | Guyana - Guyane             | 2-0   | Premier tour de qualification de la Coupe caribéenne 1997 |
| 23 février 1997   | Georgetown      | Guyana - Guyane             | 2-2   | Premier tour de qualification de la Coupe caribéenne 1997 |
| 7 juin 2009       | Paramaribo      | Guyana - Guyane             | 2-3   | Parbo Bier Cup 2009                                       |
| 1er novembre 2009 | Paramaribo      | Guyana - Guyane             | 1-0   | Suriname Independence Cup                                 |
| 21 mars 2012      | Rémire-Montjoly | Guyane - Guyana             | 1-0   | Match amical                                              |
| 22 mars 2012      | Rémire-Montjoly | Guyane - Guyana             | 0-2   | Match amical                                              |
| 18 novembre 2012  | Saint-Georges   | Guyana - Guyane             | 4-3   | Second tour de qualification de la Coupe caribéenne 2012  |
| 21 novembre 2018  | Rémire-Montjoly | Guyane - Guyana             | 2-1   | Éliminatoires de la Gold Cup 2019                         |
| 16 avril 2022     | Rémire-Montjoly | Guyane - Guyana             | 2-1   | Match amical                                              |
| 18 avril 2022     | Rémire-Montjoly | Guyane - Guyana             | 1-2   | Match amical                                              |

## H

### Haïti

#### Confrontations
Confrontations entre la Guyane et Haïti en matchs officiels :
| Date              | Lieu            | Match          | Score | Compétition                                                       |
| 16 septembre 2012 | Cayenne         | Guyane - Haïti | 1-2   | Match amical                                                      |
| 16 novembre 2012  | Saint-Georges   | Guyane - Haïti | 1-0   | Second tour de qualification de la Coupe caribéenne 2012          |
| 8 octobre 2014    | Port-au-Prince  | Haïti - Guyane | 2-2   | Second tour de qualification de la Coupe caribéenne 2014          |
| 9 novembre 2016   | Port-au-Prince  | Haïti - Guyane | 2-5   | 3e tour des éliminatoires de la Coupe caribéenne des nations 2017 |
| 23 mars 2024      | Remire-Montjoly | Guyane - Haïti | 1-1   | Match amical                                                      |

### Honduras

#### Confrontations
Confrontations entre la Guyane et le Honduras en matchs officiels :
| Date            | Lieu            | Match             | Score                | Compétition                                          |
| 25 mars 2015    | Remire-Montjoly | Guyane - Honduras | 3-1                  | Barrage aller de la Gold Cup 2015                    |
| 29 mars 2015    | San Pedro Sula  | Honduras - Guyane | 3-0                  | Barrage retour de la Gold Cup 2015                   |
| 11 juillet 2017 | Houston         | Honduras - Guyane | 3-0 (sur tapis vert) | Phase finale de la Gold Cup 2017                     |
| 10 octobre 2024 | Sinnamary       | Guyane - Honduras | 2-3                  | Ligue des nations de la CONCACAF 2024-2025 (Ligue A) |

## J

### Jamaïque

#### Confrontations
Confrontations entre la Guyane et la Jamaïque en matchs officiels :
| Date            | Lieu           | Match             | Score              | Compétition                                              |
| 8 janvier 2005  | Kingston       | Jamaïque - Guyane | 5-0                | Second tour de qualification de la Coupe caribéenne 2005 |
| 15 janvier 2005 | Cayenne        | Guyane - Jamaïque | 0-0                | Second tour de qualification de la Coupe caribéenne 2005 |
| 8 décembre 2012 | North Sound    | Jamaïque - Guyane | 1-2                | Phase finale de la Coupe caribéenne des nations 2012     |
| 22 juin 2017    | Fort-de-France | Guyane - Jamaïque | 1-1 a.p. (2 tab 4) | Demi-finale de la Coupe caribéenne des nations 2017      |

## M

### Martinique

#### Confrontations
Confrontations entre la Guyane et Martinique en matchs officiels :
| Date              | Lieu            | Match               | Score | Compétition                                                      |
| ?? octobre 1969   | Cayenne         | Guyane - Martinique | 0-0   | Match amical                                                     |
| ?? novembre 1973  |                 | Martinique - Guyane | 2-1   | Match amical                                                     |
| 1975              |                 | Guyane - Martinique | 1-2   | Match amical                                                     |
| ?? septembre 1978 | Cayenne         | Guyane - Martinique | 4-2   | Match amical                                                     |
| 27 juillet 1983   | Cayenne         | Guyane - Martinique | 0-0   | Phase finale de la Coupe caribéenne des nations 1983             |
| 22 avril 1990     | Fort-de-France  | Martinique - Guyane | 4-0   | Tournoi de qualification de la Coupe caribéenne des nations 1990 |
| 15 mai 1991       | Fort-de-France  | Martinique - Guyane | 1-2   | Tour préliminaire de la Coupe caribéenne des nations 1991        |
| 3 mars 1993       | Fort-de-France  | Martinique - Guyane | 2-1   | Tour préliminaire de la Coupe caribéenne des nations 1993        |
| 9 mai 1995        | Cayenne         | Guyane - Martinique | 1-3   | Qualifications de la Coupe caribéenne des nations 1995           |
| 3 février 1999    | Fort-de-France  | Martinique - Guyane | 3-1   | Premier tour de qualification de la Coupe caribéenne 1999        |
| 14 mars 2003      | Fort-de-France  | Martinique - Guyane | 2-1   | Tournoi amical                                                   |
| 12 novembre 2004  | Rivière-Pilote  | Martinique - Guyane | 0-0   | Tour préliminaire de la Coupe caribéenne 2005                    |
| 6 septembre 2008  | Fort-de-France  | Martinique - Guyane | 2-1   | Match amical                                                     |
| 12 décembre 2012  | North Sound     | Guyane - Martinique | 1-3   | Phase finale de la Coupe caribéenne des nations 2012             |
| 25 juin 2017      | Fort-de-France  | Martinique - Guyane | 0-1   | Match pour la 3e place de la Coupe caribéenne des nations 2017   |
| 5 juin 2018       | Fort-de-France  | Martinique - Guyane | 3-0   | Demi-finale du Tournoi des 4 2018 (es)                           |
| 23 février 2023   | Cayenne         | Guyane - Martinique | 0-1   | Match amical                                                     |
| 25 février 2023   | Rémire-Montjoly | Guyane - Martinique | 2-2   | Match amical                                                     |

### Mayotte

#### Confrontations
Confrontations entre la Guyane et Mayotte en matchs officiels :
| Date              | Lieu               | Match            | Score         | Compétition                                    |
| 28 septembre 2008 | Bonneuil-sur-Marne | Guyane - Mayotte | 4-2           | Match de poule de la Coupe de l'Outre-Mer 2008 |
| 22 septembre 2010 | Saint-Gratien      | Guyane - Mayotte | 2-2 (2 tab 4) | Match de poule de la Coupe de l'Outre-Mer 2010 |

## N

### Nicaragua

#### Confrontations
Confrontations entre la Guyane et Nicaragua en matchs officiels :
| Date             | Lieu            | Match              | Score | Compétition                                          |
| 6 septembre 2024 | Rémire-Montjoly | Guyane - Nicaragua | 0-1   | Ligue des nations de la CONCACAF 2024-2025 (Ligue A) |
| 15 octobre 2024  | Managua         | Nicaragua - Guyane | 3-2   | Ligue des nations de la CONCACAF 2024-2025 (Ligue A) |

## P

### Porto Rico

#### Confrontations
Confrontations entre la Guyane et Porto Rico en matchs officiels :
| Date             | Lieu    | Match               | Score | Compétition                                                     |
| 6 septembre 2014 | Bayamón | Porto Rico - Guyane | 1-2   | Premier tour de qualification Coupe caribéenne des nations 2014 |

## R

### République dominicaine

#### Confrontations
Confrontations entre la Guyane et la République domicaine en matchs officiels :
| Date         | Lieu            | Match                           | Score | Compétition                                                       |
| 7 juin 2016  | Saint-Domingue  | République dominicaine - Guyane | 2-1   | 2e tour des éliminatoires de la Coupe caribéenne des nations 2017 |
| 5 juin 2022  | Saint-Domingue  | République dominicaine - Guyane | 2-3   | Ligue des nations de la CONCACAF 2022-2023 (ligue B)              |
| 23 mars 2023 | Rémire-montjoly | Guyane - République dominicaine | 1-1   | Ligue des nations de la CONCACAF 2022-2023 (ligue B)              |

### La Réunion

#### Confrontations
Confrontations entre la Guyane et La Réunion en matchs officiels :
| Date              | Lieu           | Match            | Score | Compétition                                    |
| 9 mai 1986        | Gagny          | Guyane - Réunion | 0-0   | Tournoi Black Stars                            |
| 1er octobre 2008  | Viry-Châtillon | Guyane - Réunion | 0-2   | Match de poule de la Coupe de l'Outre-Mer 2008 |
| 28 septembre 2010 | Villemomble    | Guyane - Réunion | 0-1   | Match de poule de la Coupe de l'Outre-Mer 2010 |
| 22 septembre 2012 | Versailles     | Guyane - Réunion | 0-2   | Match de poule de la Coupe de l'Outre-Mer 2012 |

## S

### Saint-Kitts-et-Nevis

#### Confrontations
Confrontations entre la Guyane et Saint-Kitts-et-Nevis en matchs officiels :
| Date             | Lieu            | Match                         | Score       | Compétition                                                       |
| 23 avril 1989    | Basseterre      | Saint-Kitts-et-Nevis - Guyane | 1-0         | Tour préliminaire de la Coupe caribéenne 1989                     |
| 14 octobre 2012  | Basseterre      | Saint-Kitts-et-Nevis - Guyane | 0-3         | Premier tour de qualification de la Coupe caribéenne 2012         |
| 10 octobre 2014  | Port-au-Prince  | Guyane - Saint-Kitts-et-Nevis | 1-2         | Deuxième tour de qualification de la Coupe caribéenne 2014        |
| 8 octobre 2016   | Rémire-Montjoly | Guyane - Saint-Kitts-et-Nevis | 1-0         | 3e tour des éliminatoires de la Coupe caribéenne des nations 2017 |
| 8 septembre 2019 | Basseterre      | Saint-Kitts-et-Nevis - Guyane | 2-2         | Ligue des nations de la CONCACAF 2019-2020 (Ligue B)              |
| 17 novembre 2019 | Rémire-Montjoly | Guyane - Saint-Kitts-et-Nevis | 3-1         | Ligue des nations de la CONCACAF 2019-2020 (Ligue B)              |
| 20 juin 2023     | Fort Lauderdale | Guyane - Saint-Kitts-et-Nevis | 1-1 tab 2-4 | 2ieme tour des barrages Gold Cup 2023                             |

Confrontations entre la Guyane et la sélection de Saint-Martin (Royaume des Pays-Bas) de l'île de Saint-Martin  en matchs officiels :
| Date         | Lieu            | Match                 | Score | Compétition                         |
| 17 juin 2023 | Fort Lauderdale | Guyane - Sint maarten | 4-1   | 1er Tour des barrages Gold Cup 2023 |

### Saint-Pierre-et-Miquelon

#### Confrontations
Confrontations entre la Guyane et Saint-Pierre-et-Miquelon en matchs officiels :
| Date              | Lieu                | Match                             | Score | Compétition                                    |
| 25 septembre 2010 | Gennevilliers       | Guyane - Saint-Pierre-et-Miquelon | 7-0   | Match de poule de la Coupe de l'Outre-Mer 2010 |
| 26 septembre 2012 | Saint-Ouen-l'Aumône | Guyane - Saint-Pierre-et-Miquelon | 11-1  | Match de poule de la Coupe de l'Outre-Mer 2012 |

### Saint-Vincent-et-les-Grenadines

#### Confrontations
Confrontations entre la Guyane et les Saint-Vincent-et-les-Grenadines en matchs officiels :
| Date            | Lieu           | Match                                    | Score | Compétition                                               |
| 30 mai 1990     |                | Guyane - Saint-Vincent-et-les-Grenadines | 2-2   | Tour préliminaire de la Coupe caribéenne des nations 1990 |
| 21 juillet 1995 | Grand Cayman   | Guyane - Saint-Vincent-et-les-Grenadines | 1-3   | Phase finale de la Coupe caribéenne des nations 1995      |
| 11 octobre 2018 | Cayenne        | Guyane - Saint-Vincent-et-les-Grenadines | 0-1   | Éliminatoires de la Gold Cup 2019                         |
| 13 octobre 2023 | Saint-George   | Saint-Vincent-et-les-Grenadines - Guyane | 1-4   | Ligue des nations de la CONCACAF 2023-2024 (Ligue B)      |
| 16 octobre 2023 | Fort-de-France | Guyane - Saint-Vincent-et-les-Grenadines | 3-2   | Ligue des nations de la CONCACAF 2023-2024 (Ligue B)      |

### Sénégal espoirs

#### Confrontations
Confrontations entre la Guyane et l'équipe du Sénégal espoirs en matchs officiels :
| Date        | Lieu  | Match                    | Score | Compétition         |
| 30 mai 1987 | Paris | Sénégal espoirs - Guyane | 3-0   | Tournoi Black Stars |

### Suriname

#### Confrontations
Confrontations entre la Guyane et le Suriname en matchs officiels :
| Date               | Lieu                    | Match                        | Score      | Compétition                                               |
| 1er janvier 1936   | Cayenne                 | Guyane - Guyane néerlandaise | 1-3        | Premier match international de la Guyane                  |
| 2 mars 1947        | Paramaribo              | Guyane néerlandaise - Guyane | 9-0 ou 9-1 | Match amical                                              |
| 26 septembre 1948  | Cayenne                 | Guyane - Guyane néerlandaise | 2-4        | Match amical                                              |
| 14 août 1949       | Paramaribo              | Guyane néerlandaise - Guyane | 5-0        | Match amical                                              |
| 19 août 1949       | Paramaribo              | Guyane néerlandaise - Guyane | 2-1        | Match amical                                              |
| 15 octobre 1962    | Paramaribo              | Guyane néerlandaise - Guyane | 4-2        | Match amical                                              |
| 4 juin 1964        | Cayenne                 | Guyane - Guyane néerlandaise | 3-1        | Match amical                                              |
| 5 juin 1964        | Cayenne                 | Guyane - Guyane néerlandaise | 3-3        | Match amical                                              |
| 25 juillet 1965    | Paramaribo              | Guyane néerlandaise - Guyane | 7-0        | Match amical                                              |
| 26 juillet 1965    | Paramaribo              | Guyane néerlandaise - Guyane | 5-0        | Match amical                                              |
| 15 octobre 1966    | Cayenne                 | Guyane - Guyane néerlandaise | 3-3        | Match amical                                              |
| 16 octobre 1966    | Cayenne                 | Guyane - Guyane néerlandaise | 0-3        | Match amical                                              |
| 14 mai 1967        | Paramaribo              | Guyane néerlandaise - Guyane | 6-1        | Match amical                                              |
| 15 mai 1967        | Paramaribo              | Guyane néerlandaise - Guyane | 3-0        | Match amical                                              |
| 1er septembre 1968 | Paramaribo              | Guyane néerlandaise - Guyane | 2-1        | Match amical                                              |
| 26 avril 1969      | Cayenne                 | Guyane - Guyane néerlandaise | 1-2        | Match amical                                              |
| 5 octobre 1969     | Paramaribo              | Guyane néerlandaise - Guyane | 1-1        | Match amical                                              |
| 11 novembre 1969   | Cayenne                 | Guyane - Guyane néerlandaise | 3-2        | Match amical                                              |
| 11 novembre 1970   | Paramaribo              | Guyane néerlandaise - Guyane | 3-2        | Match amical                                              |
| 28 novembre 1976   | Paramaribo              | Suriname - Guyane            | 0-1        | Match amical                                              |
| 7 juin 1981        | Paramaribo              | Suriname - Guyane            | 3-1        | Tour préliminaire de la Coupe caribéenne des nations 1981 |
| 21 juin 1981       |                         | Guyane - Suriname            | 3-1        | Tour préliminaire de la Coupe caribéenne des nations 1981 |
| 19 juillet 1981    | Paramaribo              | Suriname - Guyane            | 1-0        | Tour préliminaire de la Coupe caribéenne des nations 1981 |
| 17 mars 1985       | Cayenne                 | Guyane - Suriname            | 0-1        | Tour préliminaire de la Coupe caribéenne des nations 1985 |
| 11 novembre 1987   | Cayenne                 | Guyane - Suriname            | 1-1        | Tour préliminaire de la Coupe caribéenne des nations 1988 |
| 5 décembre 1987    | Paramaribo              | Suriname - Guyane            | 1-0        | Tour préliminaire de la Coupe caribéenne des nations 1988 |
| 2 mars 1991        | Paramaribo              | Suriname - Guyane            | 3-0        | Match amical                                              |
| 9 mai 1992         | Paramaribo              | Suriname - Guyane            | 3-2        | Tour préliminaire de la Coupe caribéenne des nations 1992 |
| 19 janvier 1994    | Paramaribo              | Suriname - Guyane            | 1-0        | Tour préliminaire de la Coupe caribéenne des nations 1994 |
| 13 mai 1995        | Cayenne                 | Guyane - Suriname            | 4-0        | Qualifications de la Coupe caribéenne des nations 1995    |
| 24 mars 1996       | Cayenne                 | Guyane - Suriname            | 1-2        | Qualifications de la Coupe caribéenne des nations 1996    |
| 14 avril 1996      | Paramaribo              | Suriname - Guyane            | 1-1        | Qualifications de la Coupe caribéenne des nations 1996    |
| 5 mars 1998        | Oranjestad              | Suriname - Guyane            | 2-2        | Qualifications de la Coupe caribéenne des nations 1998    |
| 17 octobre 2002    | Cayenne                 | Guyane - Suriname            | 1-1        | Match amical                                              |
| 19 octobre 2002    | Cayenne                 | Guyane - Suriname            | 0-1        | Match amical                                              |
| 19 octobre 2004    | Paramaribo              | Suriname - Guyane            | 1-2        | Match amical                                              |
| 30 août 2008       | Paramaribo              | Suriname - Guyane            | 2-1        | Match amical                                              |
| 22 avril 2009      | Cayenne                 | Guyane - Suriname            | 0-0        | Match amical                                              |
| 30 octobre 2009    | Paramaribo              | Suriname - Guyane            | 4-0        | Suriname Independence Cup                                 |
| 11 septembre 2010  | Cayenne                 | Guyane - Suriname            | 1-2        | Match amical                                              |
| 9 juin 2012        | Cayenne                 | Guyane - Suriname            | 2-1        | Match amical                                              |
| 20 mai 2014        | Cayenne                 | Guyane - Suriname            | 0-0        | Match amical                                              |
| 27 mai 2014        | Paramaribo              | Suriname - Guyane            | 1-0        | Match amical                                              |
| 24 août 2014       | Saint-Laurent-du-Maroni | Guyane - Suriname            | 0-1        | Match amical                                              |
| 25 février 2016    | Rémire-Montjoly         | Guyane - Suriname            | 2-3        | Match amical                                              |
| 18 août 2018       | Cayenne                 | Guyane - Suriname            | 0-4        | Match amical                                              |
| 22 mai 2022        | Cayenne                 | Guyane - Suriname            | 3-1        | Match amical                                              |
| 19 novembre 2022   | Paramaribo              | Suriname - Guyane            | 1-3        | Match amical                                              |

## T

### Tahiti

#### Confrontations
Confrontations entre la Guyane et Tahiti en matchs officiels :
| Date              | Lieu                                                                           | Match           | Score | Compétition                                                                 |
| 28 septembre 2012 | Centre technique national Fernand-Sastre, Clairefontaine-en-Yvelines, Yvelines | Guyane - Tahiti | 2-1   | Match de classement pour la cinquième place de la Coupe de l'Outre-Mer 2012 |

### Trinidad-et-Tobago

#### Confrontations
Confrontations entre la Guyane et Trinidad-et-Tobago en matchs officiels :
| Date              | Lieu            | Match                       | Score         | Compétition                                                     |
| 20 août 1978      | Port of Spain   | Trinidad-et-Tobago - Guyane | 2-4           | Tour préliminaire de la Coupe caribéenne des nations 1978       |
| 2 septembre 1978  | Cayenne         | Guyane - Trinidad-et-Tobago | 1-4           | Tour préliminaire de la Coupe caribéenne des nations 1978       |
| 23 juillet 1983   | Cayenne         | Guyane - Trinidad-et-Tobago | 0-1           | Phase finale de la Coupe caribéenne des nations 1983            |
| 10 mai 1989       |                 | Guyane - Trinité-et-Tobago  | 1-3           | Tournoi de qualification Coupe caribéenne des nations 1989      |
| 10 octobre 2012   | Basseterre      | Guyane - Trinidad-et-Tobago | 1-4           | Premier tour de qualification Coupe caribéenne des nations 2012 |
| 13 novembre 2014  | Montego Bay     | Trinidad-et-Tobago - Guyane | 4-2           | Phase finale de la Coupe caribéenne des nations 2014            |
| 6 juillet 2021    | Fort Lauderdale | Trinidad-et-Tobago - Guyane | 1-1 (pen:8-7) | 2e tour barrage Gold Cup 2021                                   |
| 10 septembre 2024 | Bacolet         | Trinidad-et-Tobago - Guyane | 0-0           | Ligue des nations de la CONCACAF 2024-2025 (Ligue A)            |

### Îles Turques-et-Caïques
Confrontations entre la Guyane et les Îles Turques-et-Caïques en matchs officiels :
| Date          | Lieu       | Match                       | Score | Compétition                                                                  |
| 1er juin 2014 | Oranjestad | Guyane - Turques-et-Caïques | 6-0   | Tour préliminaire aux qualifications de la Coupe caribéenne des nations 2014 |

## V

### Îles Vierges britanniques
Confrontations entre la Guyane et les Îles Vierges britanniques en matchs officiels :
| Date        | Lieu       | Match                              | Score | Compétition                                                                  |
| 30 mai 2014 | Oranjestad | Guyane - Îles Vierges britanniques | 6-0   | Tour préliminaire aux qualifications de la Coupe caribéenne des nations 2014 |